# سامان طهماسبی
سامان طهماسبی (زادهٔ ۱۳۶۴ در شهرستان سنندج) کشتی‌گیر ایرانی است. وی تا سال ۲۰۱۰ برای ایران رقابت کرد و پس از آن برای تیم ملی آذربایجان کشتی گرفت و توانست دو نشان برنز قهرمانی جهان برای ایران و دو نشان نقره و یک مدال برنز قهرمانی جهان را برای آذربایجان کسب کند. وی در المپیک ۲۰۰۸ برای ایران و در المپیک ۲۰۱۲ و ۲۰۱۶ برای آذربایجان مسابقه داد.
پاداش و حقوق ماهیانهٔ زیادی که آذربایجانی‌ها به کشتی‌گیران و مدال‌آوران ورزش می‌پردازند از مهم‌ترین دلایلی بود که طهماسبی ترجیح داد به جای پیراهن ایران، با دوبندهٔ جمهوری آذربایجان در رقابت‌ها شرکت کند.
طهماسبی در رقابت پایانی وزن ۸۴ کیلوگرم مسابقات جهانی بوداپست، مجارستان در سال ۲۰۱۳ با نتیجهٔ ۳ – ۵ مغلوب طالب نعمت‌پور از ایران شد و به مدال نقره رسید.
وی پس از ناکامی در المپیک ۲۰۱۶، از رقابت‌های کشتی کناره‌گیری کرد و به زادگاه خود، سنندج بازگشت.